# Brygada Kfir
Brygada Kfir, również 900 Brygada (hebr. ‏חֲטִיבַת כְּפִיר‎, Chatiwat Kfir) – związek taktyczny piechoty zmechanizowanej Sił Obronnych Izraela. Brygada podlega Dowództwu Centralnemu.

## Historia
Początki brygady sięgają lat 90. XX wieku, kiedy pojawiła się potrzeba utworzenia „dedykowanych batalionów” dla palestyńskich miast Zachodniego Brzegu (Judea i Samaria) i Strefy Gazy. Jednostki te powstawały pod różnymi nazwami jako bataliony operacyjne piechoty zmotoryzowanej. Brygadę nazywano Brygadą 90 Batalionów.
Podczas intifady Al-Aksa w 2000 podjęto decyzję o włączeniu brygady w działania antyterrorystyczne na Zachodnim Brzegu i w Strefie Gazy, przydzielając batalionom kolejne palestyńskie miasta. Po rozwiązaniu w 2003 roku 500 Brygady Pancernej (Kfir), większość jej żołnierzy przeniesiono do Brygady 90 Batalionów. W dniu 6 grudnia 2005 bataliony skonsolidowano w jednej regularnej brygadzie piechoty, która od tej pory była nazywana Brygadą Kfir. Jej żołnierze przechodzą standardowe szkolenie piechoty, a następnie dodatkowe szkolenia z walki w terenie miejskim, znajomości języka arabskiego i inne kursy zbliżone do sił specjalnych. Aby przyciągnąć rekrutów, postanowiono zorganizować system naboru żołnierzy do brygady w ten sposób, że zdają oni testy do jednostek sił specjalnych Sayeret Oketz i Sayeret Lotar. Ci, którzy nie dostaną się do Sayeret, stają się żołnierzami Brygady Kfir. W lutym 2007 ukończono proces szkolenia i konsolidacji batalionów w brygadzie. Obecnie brygada wykonuje około 70% działań specjalnych i aresztowań na Zachodnim Brzegu.

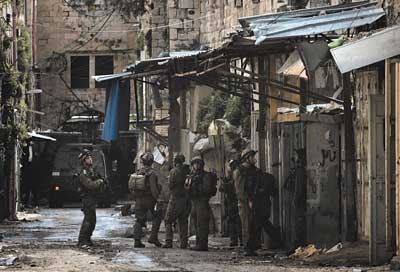
Żołnierze Brygady Kfir podczas misji w Nablusie

W 2008 brygada wzięła udział w operacji Płynny Ołów w Strefie Gazy.

## Struktura
Brygada Kfir wchodzi w skład 340 Dywizji Pancernej i podlega Dowództwu Centralnemu Sił Obronnych Izraela.
Oddziały taktyczne:
- 90 batalion (Nahshon) – stanowi wsparcie operacyjne Brygady Terytorialnej Efraim i odpowiada za rejon miast Tulkarm i Kalkilja w zachodniej części Samarii.
- 92 batalion (Shimshon) – stanowi wsparcie operacyjne Brygady Terytorialnej Etzion i odpowiada za rejon miasta Betlejem w północnej Judei.
- 93 batalion (Haruv) – stanowi wsparcie operacyjne Brygady Terytorialnej Samaria i odpowiada za rejon miasta Nablus w centralnej części Samarii.
- 94 batalion (Duchifat) – stanowi wsparcie operacyjne Brygady Terytorialnej Benyamin i odpowiada za rejon miasta Ramallah w południowej części Samarii.
- 96 batalion (Lavi) – stanowi wsparcie operacyjne Brygady Terytorialnej Judea i odpowiada za rejon miasta Hebron w centralnej części Judei.
- 97 batalion (Netzah Jehuda) – stanowi wsparcie operacyjne Brygady Terytorialnej Jordan Valley i odpowiada za rejon miasta Dżanin w północnej części Samarii.

## Uzbrojenie
Żołnierze Brygady Kfir są uzbrojeni w karabiny automatyczne z rodziny karabinów M16, w większości karabiny M16A2 (kaliber broni 5,56 mm). Popularna jest także skrócona wersja karabinu szturmowego CAR-15, karabin szturmowy M4 i M4A1. W przyszłości planowane jest uzbrojenie żołnierzy w karabiny szturmowe Tavor. Wszystkie powyżej wymienione karabiny posiadają możliwość podczepienia różnorodnych akcesoriów, takich jak np. celownik optyczny, celownik noktowizyjny, latarka taktyczna lub granatnik podwieszany M203. Dodatkowo żołnierze są uzbrojeni w różnorodne granaty ręczne (odłamkowe, dymne, ogłuszające i inne).
Podstawowymi karabinami maszynowymi są: Negev i FN MAG. Z ciężkiego uzbrojenia używane są: ciężkie karabiny maszynowe Browning M2 i granatniki Mk 19.
Uzbrojeniem strzelców wyborowych są: karabin M24 SWS i karabin Barrett M82.
Do walki z pojazdami opancerzonymi żołnierze są uzbrojeni w granatniki przeciwpancerne RPG-7 i M72. Natomiast do walki bronią pancerną używa się o wiele droższych i bardziej skomplikowanych w obsłudze przeciwpancernych pocisków kierowanych: BGM-71 TOW i Spike.
Brygada wykorzystuje transportery opancerzone M113, Nagmaszot i Nakpadon, oraz bojowe wozy piechoty Namer. Podstawowym pojazdem transportowym są uniwersalne pojazdy terenowe Humvee.